# Roelandt Savery
Roelandt Savery (ur. 1576 w Kortrijk, poch. 25 lutego 1639 w Utrechcie) – flamandzki malarz, rysownik i rytownik.

## Życiorys

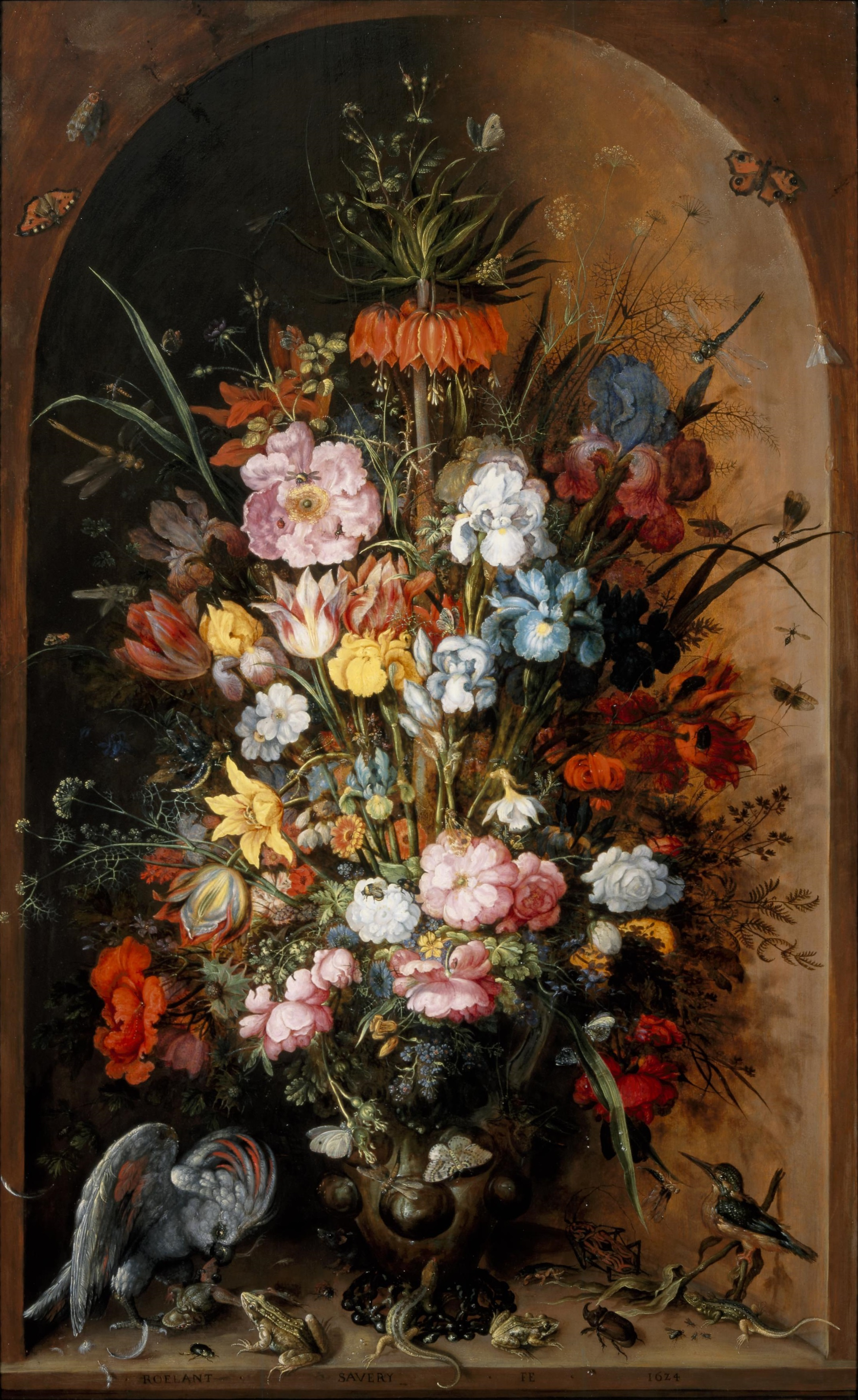
Martwa natura, 1624 – na obrazie przedstawiono 44 różne gatunki zwierząt oraz 63 gatunki roślin

Urodził się w rodzinie anabaptystów, którzy z obawy przed Hiszpanami ok. 1585 przenieśli się do Haarlemu. Jego nauczycielami byli Hans Bol i starszy brat Jacob Savery (ok. 1565–1603), po zakończeniu nauki artysta przeniósł się do Pragi, gdzie został malarzem dworskim Rudolfa II Habsburga i Macieja Habsburga. W tym czasie przyswoił sobie zasady manieryzmu i zaczął malować egzotyczne zwierzęta, które mógł oglądać w dworskiej menażerii. W latach 1606–1608 podróżował po Tyrolu z uczniem Gillisem d’Hondecoeterem.
W 1616 malarz osiadł w Amsterdamie i po dwóch latach przeniósł się do Utrechtu, gdzie został członkiem gildii malarskiej. Prowadził duży warsztat malarski, wśród jego uczniów byli Allart van Everdingen i bratanek Jan Savery. Po latach sukcesów artysta popadł w długi i ostatecznie zbankrutował w 1638, według malarza i biografa niderlandzkiego Arnolda Houbrakena, Savery zmarł obłąkany, prawdopodobnie z powodu alkoholizmu.

## Twórczość

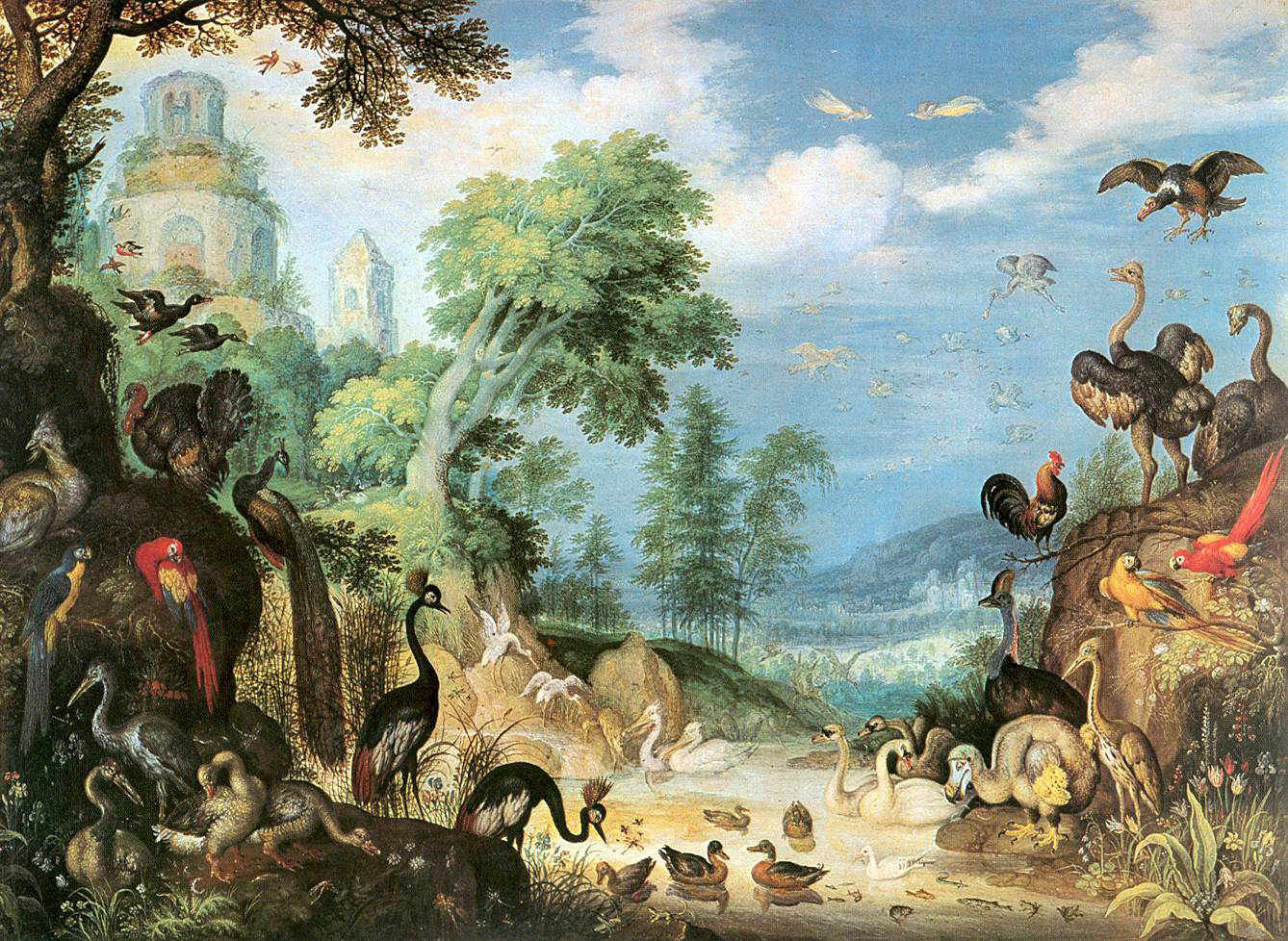
Pejzaż z ptakami, 1628

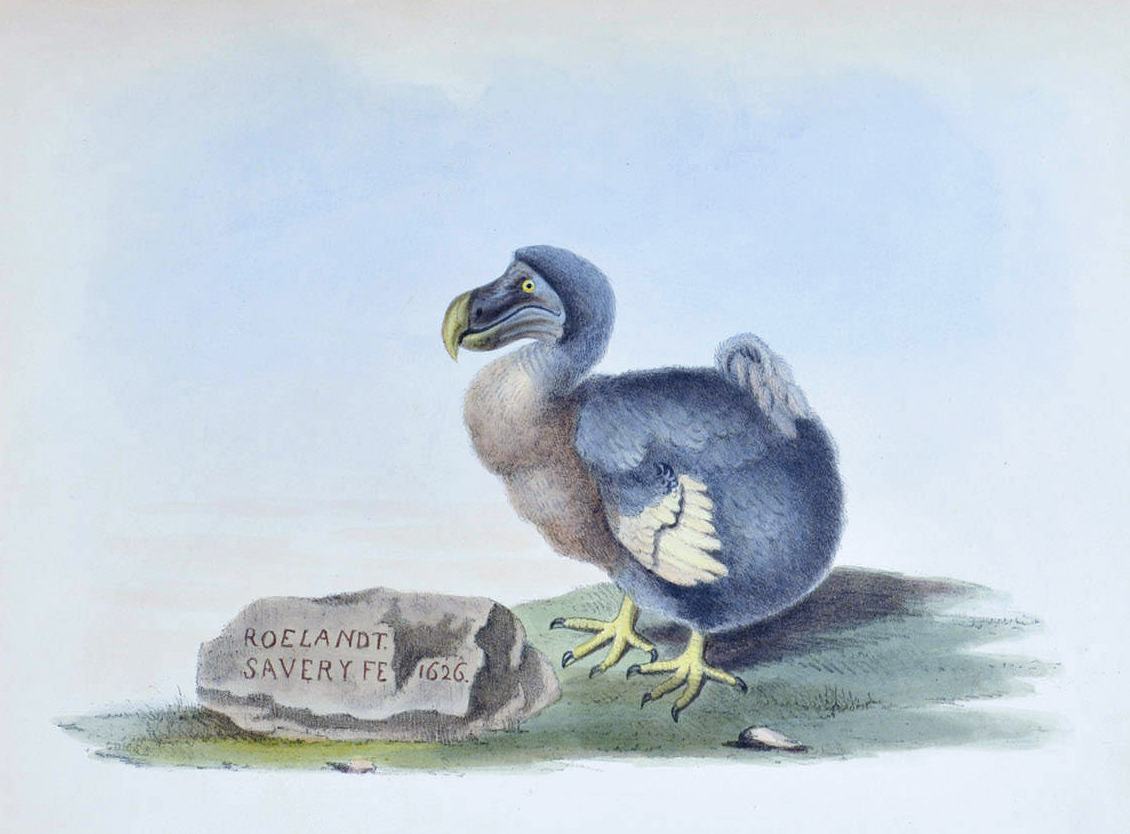
Dront dodo, 1626

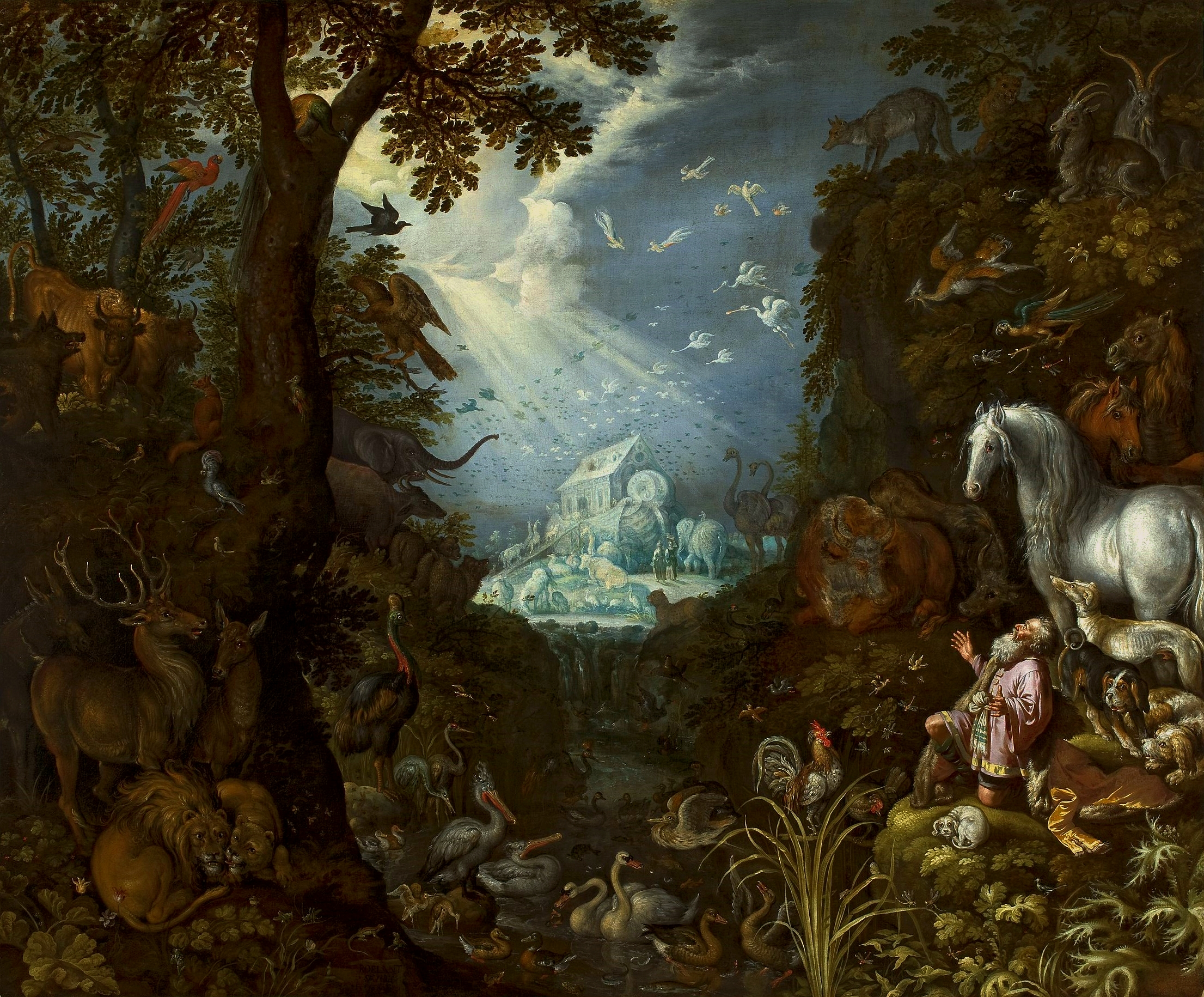
Arka Noego (1628), Muzeum Narodowe w Warszawie

Roelandt Savery malował głównie pejzaże, które wzbogacał licznymi przedstawieniami zwierząt i roślin. Na drugim planie umieszczał zwykle sceny figuralne o tematyce biblijnej i mitologicznej, np. Orfeusz, Eden. Często malował także martwe natury, których tematem były motywy kwiatowe urozmaicane przedstawieniami drobnych zwierząt.
Artysta wypracował własny, indywidualny styl, który według krytyków powstał pod wpływem Gillisa van Coninxloo’a i Jana Brueghla (starszego). Jego prace są licznie reprezentowane w galeriach i muzeach Europy i Ameryki Północnej. Najbardziej znanym dziełem malarza jest przedstawienie wymarłego ptaka dodo z 1626 roku. Savery pomylił się i namalował ptakowi dwie lewe nogi.
W zbiorach Muzeum Narodowego w Warszawie znajduje się obraz Arka Noego, a w Gdańsku Raj.

## Prace
- Arka Noego, Warszawa
- Martwa natura, Utrecht
- Raj, Gdańsk
- Raj ptaków, Bruksela
- Raj ziemski, Wiedeń
- Orfeusz wśród zwierząt, Haga
- Struś, Gandawa